# 林野廳
林野廳（日语：／ Rinyachō）是日本農林水產省根據農林水產設置法第30條設立的外局，其任務是对森林的保存培養、確保林產物的安定供應、林業的發展、林業者福利的増進及國有林野事業的適當管理。

## 組織架構

### 幹部
- 林野廳長官
- 林野廳次長

### 內部部局
- 林政部
  - 林政課
  - 企劃課
  - 經營課
  - 木材產業課
  - 木材利用課
- 森林整備部
  - 計劃課
  - 森林利用課
  - 整備課
  - 治山課
  - 研究指導課
- 國有林野部
  - 管理課
  - 經營企劃課
  - 業務課

### 審議會等
- 林政審議會（森林、林業基本法第29條、法律第32條）

### 設施等機關
林業機械化中心

### 地方支分部局
- 森林管理局（法律第33條） (7) - 森林管理署（法律第35條） - 支署（法律第35條）
- 北海道森林管理局（第117條）（所在地: 札幌市）
- 東北森林管理局（秋田市）
- 關東森林管理局（前橋市）
- 中部森林管理局（長野市）
- 近畿中国森林管理局（大阪市）
- 四国森林管理局（高知市）
- 九州森林管理局（熊本市）